# Llista d'estadis del Brasil
Llista amb els principals estadis del Brasil ordenats per capacitat, amb més de 30.000 espectadors.
| #  | Denominació                    | Capacitat | Ciutat                | Estat                        | Inauguració | Equip seu                 |
| -- | ------------------------------ | --------- | --------------------- | ---------------------------- | ----------- | ------------------------- |
| 1  | Mário Filho-Maracanã           | 73.193    | Rio de Janeiro        | Estat de Rio de Janeiro      | 1950        | Flamengo, Fluminense      |
| 2  | Mané Garrincha                 | 69.910    | Brasília              | Districte Federal del Brasil | 1974        | Brasília, Legião          |
| 3  | Magalhães Pinto-Mineirão       | 66.658    | Belo Horizonte        | Minas Gerais                 | 1959        | Cruzeiro                  |
| 4  | Cícero Pompeu-Morumbi          | 66.435    | São Paulo             | Estat de São Paulo           | 1960        | São Paulo                 |
| 5  | Rego Maciel-Arruda             | 60.044    | Recife                | Pernambuco                   | 1972        | Santa Cruz                |
| 6  | Plácido Castelo-Castelão       | 57.876    | Fortaleza             | Ceará                        | 1973        | Ceará, Fortaleza          |
| 7  | Arena do Grêmio                | 55.662    | Porto Alegre          | Rio Grande do Sul            | 2012        | Grêmio                    |
| 8  | Olímpico Pará-Mangueirão       | 55.000    | Belém                 | Pará                         | 1978        | Paysandu, Remo            |
| 9  | Pinheiro Borda-Beira Rio       | 49.055    | Porto Alegre          | Rio Grande do Sul            | 1969        | Internacional             |
| 10 | Octávio Mangabeira-Fonte Nova  | 47.915    | Salvador              | estat de Bahia               | 2013        | Bahia                     |
| 11 | Arena MRV                      | 47.465    | Belo Horizonte        | Minas Gerais                 | 2023        | Atlético Mineiro          |
| 12 | Arena Corinthians              | 47.252    | São Paulo             | Estat de São Paulo           | 2014        | Corinthians               |
| 13 | Paulo Constantino-Prudentão    | 45.954    | Presidente Prudente   | Estat de São Paulo           | 1982        | Grêmio Prudente           |
| 14 | Arena Pernambuco               | 45.440    | Recife                | Pernambuco                   | 2013        | Náutico                   |
| 15 | Nilton Santos-Engenhão         | 45.000    | Rio de Janeiro        | Estat de Rio de Janeiro      | 2007        | Botafogo                  |
| 16 | Alberto Tavares Silva-Albertão | 44.200    | Teresina              | Piauí                        | 1973        | Flamengo (PI)             |
| 17 | Allianz Parque-Palestra Itália | 43.713    | São Paulo             | Estat de São Paulo           | 2014        | Palmeiras                 |
| 18 | Arena da Amazônia              | 42.924    | Manaus                | Estat d'Amazones             | 2014        | Nacional (AM)             |
| 19 | Arena Pantanal                 | 42.788    | Cuiabá                | Mato Grosso                  | 2014        | Cuiabá, Mixto             |
| 20 | Mario Celso-Arena da Baixada   | 42.372    | Curitiba              | Estat de Paraná              | 1999        | Atlético Paranaense       |
| 21 | Serra Dourada                  | 42.000    | Goiânia               | estat de Goiás               | 1975        | Goiás, Vila Nova          |
| 22 | Couto Pereira                  | 40.502    | Curitiba              | Estat de Paraná              | 1932        | Coritiba                  |
| 23 | Machado de Carvalho-Pacaembu   | 40.199    | São Paulo             | Estat de São Paulo           | 1940        | –                         |
| 24 | João Castelo-Castelão          | 40.149    | São Luís              | Maranhão                     | 1982        | Moto Club, Sampaio Corrêa |
| 25 | Parque do Sabiá                | 39.990    | Uberlândia            | Minas Gerais                 | 1982        | Uberlândia                |
| 26 | Manoel Barradas-Barradão       | 35.000    | Salvador              | estat de Bahia               | 1986        | Vitória                   |
| 27 | Mário Helênio                  | 33.000    | Juiz de Fora          | Minas Gerais                 | 1988        | Tupi FC                   |
| 28 | Costa Carvalho-Ilha do Retiro  | 32.983    | Recife                | Pernambuco                   | 1937        | Sport                     |
| 29 | Benedito Teixeira-Teixeirão    | 32.936    | São José do Rio Preto | Estat de São Paulo           | 1996        | América (SP)              |
| 30 | Roberto Santos-Pituaçu         | 32.157    | Salvador              | estat de Bahia               | 1979        | –                         |
| 31 | Arena das Dunas                | 32.050    | Natal                 | Rio Grande do Norte          | 2014        | ABC, América (RN)         |
| 32 | Estádio Brinco de Ouro         | 32.000    | Campinas              | Estat de São Paulo           | 1953        | Guarani                   |
| 33 | Arena Barueri                  | 31.452    | Barueri               | Estat de São Paulo           | 2007        | Oeste                     |
| 34 | Jacy Scaff-Estádio do Café     | 31.019    | Londrina              | Estat de Paraná              | 1976        | Londrina, Matsubara       |
| 35 | Fredis Saldívar-Douradão       | 30.000    | Dourados              | Mato Grosso do Sul           | 1986        | Sete de Dourados          |